# Irresistible (sång)
"Irresistible" är den första singelskivan från Jessica Simpsons andra album, 
Irresistible. Låten nådde plats 15 på Billboard Hot 100 i USA och blev Simpsons andra topp tjugo-hit. Det gick även bra för låten i England där den klättrade upp till plats elva på tracklistan. Sången är bäst känd för sin video, eftersom denna ändrade sångerskans image radikalt. Hennes en gång så oskuldsfulla look fick ett nytt ansikte och Simpson betraktades som mer vuxen och framåt.
"Irresistible"  skrevs av Anders Bagge, A. Brigissan och Pamela Sheyne och producerades av Bagge och Brigissan. Simpson, som innan gjort betydligt popigare låtar provade på ett tuffare sound för första gången. Sången handlar om en man som hon känner sig attraherad av, men hon understryker samtidigt att hon inte tänker ha sex innan äktenskapet, när hon sjunger: 
"But he's irresistible, up close and personal, now inescapable, I can hardly breathe".

## Musikvideo
Trots att Simpsons debutplatta blivit en stor hit var hennes chef på Columbia Records, Tommy Mottola, inte nöjd med resultaten. Han ville se Simpson explodera på stjärnhimlen så som Christina Aguilera och Britney Spears hade gjort. För att höja försäljningssiffrorna kände han att Simpson behövde en sexigare image och videon till låten blev resultatet.
Videon blev en mörk, framtida spionsaga, och man ser Simpson bryta sig in i ett hemligt lab, för att förstöra data. Videon har ofta jämförts med Mariah Careys "Honey" som även den är gjord med ett spiontema. Övergången till en sexigare look fungerade inte och några av hennes mest inbitna fans svek.

## Listframgångar
Simpsons första singelskiva från sin andra skiva hade mycket press på sig. Man ville att sången skulle gå bra för att bevisa att Simpson inte var ett "one hit wonder". "Irresistible" lyckades blev en top tjugo hit i USA, England och Kanada. Trots detta blev albumet inte en större hit.

## Listor
| YÅr  | Lista                            | Position     |
| ---- | -------------------------------- | ------------ |
| 2001 | U.S. Billboard Hot 100           | #15          |
| 2001 | U.S. Billboard Hot Singles Sales | #----------- |
| 2001 | U.S. Billboard Hot 100 Airplay   | #13          |
| 2001 | U.S. Top 40 Tracks               | #5           |
| 2001 | U.S. Top 40 Mainstream           | #3           |
| 2001 | U.S. Rhythmic Top 40             | #12          |
| 2001 | Kanadas singellista              | #16          |
| 2001 | UK singellista                   | #11          |